# 848
Cette page concerne l'année 848  du calendrier julien. Pour l'année 848 av. J.-C., voir 848 av. J.-C.
L'année 848 est une année bissextile qui commence un dimanche.

## Événements
- Abandon du mutazilisme dans l'empire Abbasside[1]. Le calife Jafar al-Mutawakkil impose la doctrine des « Gens du Hadith » : le Coran est incréé. Après le rejet du mutazilisme, la répression contre les alides reprend : l’imam alide Ali al-Hadi est assigné à résidence ; le mausolée d’Husayn à Kerbala est détruit en 850[2].
- Au Maroc, Yahyâ ben Muhammad (Yahya Ier), fils de `Alî ben Muhammad (Ali Ier), succède à son père comme émir idrisside[3]. Il abandonne le pouvoir à ses oncles et la Dynastie Idrisside se dissocie rapidement.

### Europe
- 24 février : Charles le Chauve est à Tours[4].
- Février : 
  - Entrevue de Coblence. Lothaire Ier propose à Louis II de Germanie une alliance contre Charles le Chauve. Louis décline l'offre[5].
  - Charles le Chauve envoie une flotte pour lever le siège de Bordeaux ; elle capture sur la Dordogne neuf navires normands, mais ne peut empêcher la ville d’être prise[6].
  - Nominoë convoque un concile des évêques de Bretagne[7]. Quatre d'entre eux sont déposés pour simonie. Plus tard, Nominoë se serait fait sacrer roi d'Armorique à Dol par les évêques bretons[8].

- Mars : les Vikings s'emparent de Bordeaux après un siège de plusieurs mois. Les Juifs sont accusés d’avoir vendu la ville aux pillards. Le comte Guillaume est fait prisonnier[9]. L'abbaye Saint-Pierre de Brantôme, fondée en 769 par Charlemagne est dévastée une première fois.
- 25 mars : les grands d'Aquitaine prêtent serment au roi Charles le Chauve à Limoges au détriment de Pépin II[6].
- 31 mars : fondation du monastère Saint-Martial de Limoges[10], à l’origine d’un bourg distinct politiquement de la cité. De nombreux conflits opposeront les deux agglomérations durant le XIe siècle.

- 12 mai[11] : victoire de Louis II le Jeune sur les Sarrasins à Bénévent. Leur chef est décapité. Louis intervient pour mettre fin à la guerre entre Bénévent et Salerne. La principauté de Bénévent est démembrée.

- 6 juin : l'archevêque de Sens Wénilon sacre Charles le Chauve dans la cathédrale Sainte-Croix d'Orléans et le couronne roi de Francie occidentale et d'Aquitaine[12]. Sous l’impulsion d’Hincmar, après le sacre de Charles le Chauve, toute révolte contre le roi apparaît comme une impiété[13].

- 23 juillet : sur la demande de l'abbé Didon, Charles le Chauve fait donation au monastère du Mont-Glonne d'une « villa située dans le pagus d'Angers, non loin du lit de la Loire, et appelée la « villa de Jean », avec son église, avec ses esclaves des deux sexes, également avec ses autres dépendances de « canciaco et andiliaco »[14].

- Octobre : le concile de Mayence condamne le moine Gottschalk, qui soutient la doctrine de la prédestination[15]. Il est expulsé de Germanie par l’abbé Raban Maur et se rend à l'Abbaye Saint-Pierre d'Orbais.

- Guillaume, fils de Bernard de Septimanie, s'empare de Barcelone et d'Ampurias avec la complicité de l'émir de Cordoue Abd al-Rahman II[16]
- Expédition punitive de l'émirat de Cordoue aux Baléares (848-849)[17].
- Le pape Léon IV fortifie le Vatican contre les Sarrasins (Borgo ou cité léonine) de 848 à 852[18].
- Marseille est saccagée par les Sarrasins[19].
- Le golfe du Lion est infesté de pirates grecs[19].
- La ville auvergnate d'Arvernis — qui avait elle-même succédé au IIIe siècle à l'ancienne ville gallo-romaine d'Augustonemetum — prend le nom de Clairmont (Clermont), en référence au château fort de Clarus Mons[20]. Sa fusion — 900 ans plus tard — avec la ville voisine de Montferrand donnera naissance à la ville actuelle de Clermont-Ferrand.